# Kummuh

Mapa starożytnego Bliskiego Wschodu ok. 1000–800 p.n.e. z zaznaczonymi najważniejszymi aramejskimi i nowohetyckimi królestwami

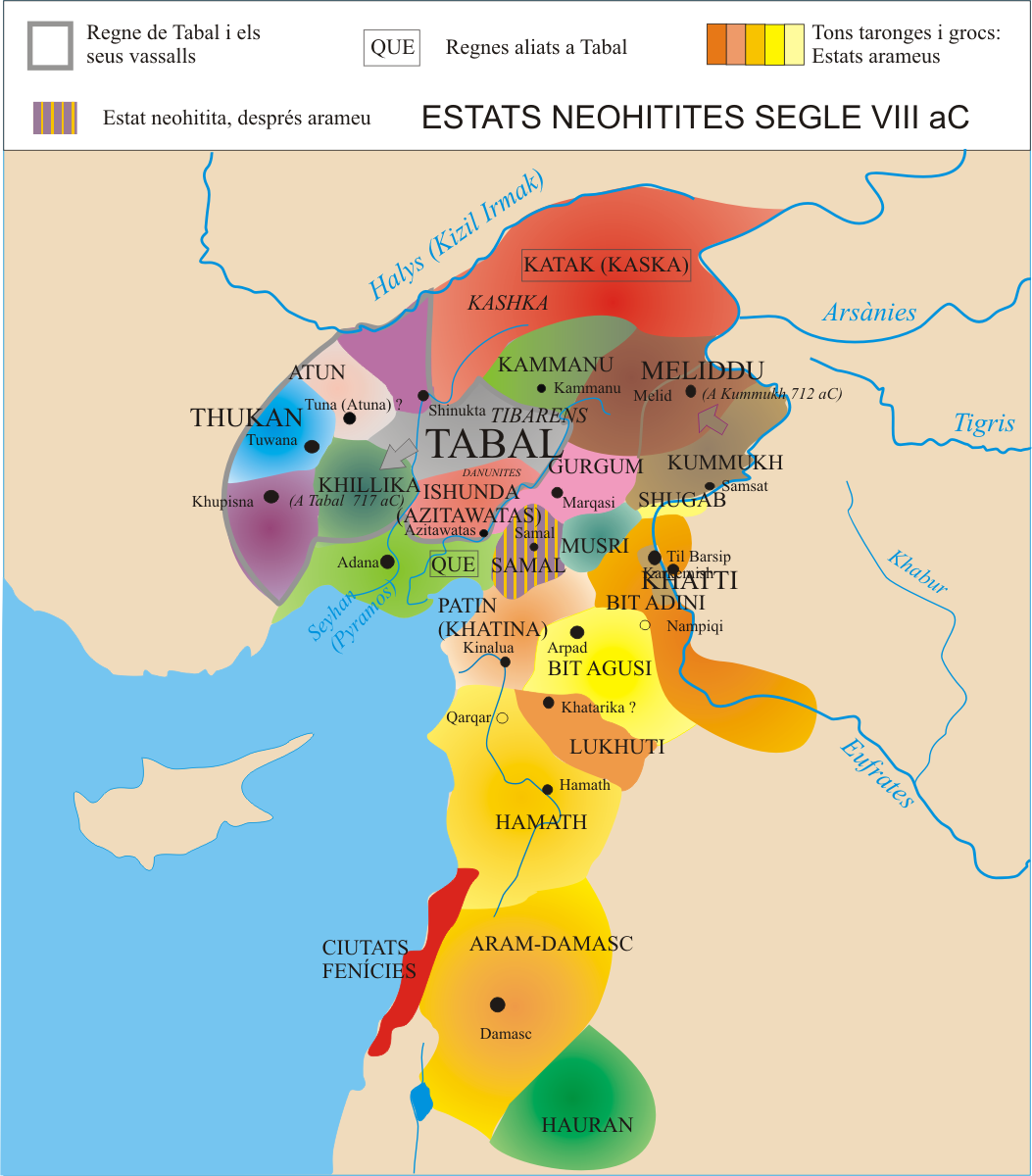
Mapa starożytnego Bliskiego Wschodu w VIII w. p.n.e. z zaznaczonymi najważniejszymi aramejskimi i nowohetyckimi królestwami

Kummuh (Kummuhu, Kummuhi) – nowohetyckie królestwo we wschodniej Anatolii wymieniane w źródłach asyryjskich z IX–VII w. p.n.e., w rocznikach urartyjskiego króla Sarduri II (VIII w. p.n.e.) i w luwijskich inskrypcjach hieroglificznych jego własnych władców (ok. 805–770 p.n.e.).
Zajmowało ono obszar w przybliżeniu odpowiadający obszarowi współczesnej tureckiej prowincji Adıyaman. Od północnego wschodu granicę tego królestwa wyznaczał Eufrat, od północy graniczyło ono z Melid, od zachodu i południowego zachodu z Gurgum i być może Sam’al, a od południa z Karkemisz.
Stolica królestwa najprawdopodobniej również nazywała się Kummuh (występujące w tekstach nowobabilońskich miasto uruKi-mu-hi to prawdopodobnie właśnie Kummuh). Lokalizowana ona jest na miejscu późniejszej Samosaty, która leżała na zachodnim brzegu Eufratu. Wykopaliska były prowadzone na tym stanowisku w latach osiemdziesiątych XX w. przez archeologów tureckich przed zakończeniem budowy zapory Atatürka. Niestety nie zdążono odkryć zbyt wielu nowohetyckich pozostałości nim stanowisko to zostało zalane.
Król asyryjski Sargon II uważał, że Kummuh znajdował się w Hatti, a jego władcę nazywał on „Hetytą”. Potwierdzają to odkryte tu inskrypcje miejscowych władców zapisane hetyckim pismem hieroglificznym, a także imiona królów Kummuh poświadczone w źródłach asyryjskich (Qatazilu = Hattusili?; Uszpilulume = Suppiluliuma?; Mutallu = Muwatalli?).

## Nazwa
W źródłach asyryjskich nazwa królestwa (i miasta) zapisywana była kur/uruKúm/ku(-um)-muh/mu(-uh)-hi/ha, natomiast w źródłach urartyjskich kurqu-ma-ha-.

## Dzieje
W 866 r. p.n.e. asyryjski król Aszurnasirpal II (883–859 p.n.e.) w mieście Huzirina otrzymać miał trybut od władcy Qatazilu z Kummuh. Ten sam Qatazilu złożyć miał również dwukrotnie (w 858 i 857 r. p.n.e.) trybut Salmanasarowi III (858–824 p.n.e.), synowi i następcy Aszurnasirpala II. Za rządów Adad-nirari III (810–783 p.n.e.) i Salmanasara IV (782–773 p.n.e.) Kummuh, pod rządami Uszpilulume, pozostawał państewkiem wasalnym uzależnionym od Asyrii. W 805 r. p.n.e. Adad-nirari III rozkazał wznieść stelę graniczną (tzw. stela z Pazarcık) pomiędzy królestwami Kummuh (rządzonym przez Uszpilulume) i Gurgum (rządzonym przez Qalparundę). W tym czasie Uszpilulume szukał pomocy króla asyryjskiego w walce z koalicją dziewięciu królestw pod przywództwem Attar-szumki I, władcy Arpadu (Bit-Agusi). Gurgum niemal na pewno należało do tej koalicji i po pokonaniu jej przez Adad-nirari III granica pomiędzy Kummuh a Gurgum została przesunięta z korzyścią dla Kummuh. Nową granicę pomiędzy oboma królestwami potwierdził w 773 r. p.n.e. dla Uszpilulume Szamszi-ilu, naczelny dowódca wojsk asyryjskich (turtanu), działający w imieniu Salmanasara IV.

Mapa Urartu za rządów Sarduri II z Kummuh jako królestwem wasalnym Urartu

Przez pewien czas w VIII w. p.n.e. Kummuh (pod rządami Kusztaszpi) wraz z innymi nowohetyckimi królestwami, jak Melid, Unqi i Gurgum, stał się państwem wasalnym królestwa Urartu, rządzonego przez Sarduri II. Gdy koalicja Urartu i królestw nowohetyckich została pokonana przez asyryjskiego króla Tiglat-Pilesera III w 743 r. p.n.e., Kusztaszpi bez walki dobrowolnie podporządkował się Asyryjczykom. Sulumal i Tarhulara, władcy Melid i Gurgum, uczynili podobnie. Wszyscy oni pozostawieni zostali u władzy, ale składać musieli asyryjskiemu królowi trybut.
Za rządów Sargona II (721–705 p.n.e.) Kummuh, rządzony przez króla Mutallu, utrzymywał dobre stosunki z Asyrią. Za pomoc udzieloną Asyryjczykom w 712 r. p.n.e. przy ich podboju królestwa Melid, część jego terytorium z samym miastem Melid przekazana została Mutallu. Później jednak Mutallu wypadł z łask Sargona II, który oskarżył go o spiskowanie z urartyjskim królem Argiszti II i w 708 r. p.n.e. wysłał do Kummuh ekspedycję karną. Mutallu zdołał uciec, ale jego królestwo zostało zajęte i splądrowane przez Asyryjczyków, którzy deportowali dużą liczbę jego mieszkańców do Babilonii. Na ich miejsce Sargon II sprowadził deportowaną z Babilonii ludność z chaldejskiego plemienia Bit-Jakini. Kummuh został zaanektowany i przekształcony w asyryjską prowincję zarządzaną przez „turtanu strony lewej”.
Kummuh pozostał asyryjską prowincją aż do upadku imperium asyryjskiego w końcu VII w. p.n.e. W 607 r. p.n.e., po tym jak resztki asyryjskich i egipskich wojsk zostały zmuszone do porzucenia Harranu i wycofania się za Eufrat, Babilończycy przekroczyli tę rzekę i zdobyli miasto Kimuhi na jego zachodnim brzegu (uruKi-mu-hi šá GÚ ídPuratti). Chodzi tu najprawdopodobniej o miasto Kummuh, stolicę królestwa Kummuh. Po zdobyciu Karkemisz przez Nabuchodonozora II w 605 r. p.n.e. Kummuh znalazł się najprawdopodobniej w babilońskiej lub medyjskiej strefie wpływów
Spadkobiercą Kummuh stało się powstałe kilka wieków później królestwo Kommageny.